# 布伦达·琼斯
布伦达·琼斯（英語：Brenda Jones，1936年11月17日—），澳大利亚女子田径运动员，主攻中距离赛跑。她曾代表澳大利亚参加1960年夏季奥林匹克运动会田径比赛，获得女子800米银牌。